# لوك كولسن
لوك كولسن (بالإنجليزية: Luke Coulson)‏ هو لاعب كرة قدم بريطاني في مركز الوسط، ولد في 6 مارس 1994 في سانت هلنز في المملكة المتحدة. لعب مع نادي بارنت ونادي بروملي.

## وصلات خارجية
- لوك كولسن على موقع قاعدة بيانات كرة القدم.إي يو (الإنجليزية)
- لوك كولسن على موقع Soccerway.com (الإنجليزية)